# Olga Khrjanovskaïa
Olga Viktorovna Khrjanovskaïa (en russe : Ольга Викторовна Хржановская) (née Tchoukanova le 9 juin 1980 à Temirtaou) est une ancienne joueuse de volley-ball russe. Elle mesure 1,82 m et jouait au poste de passeuse. Elle a totalisé 159 sélections en équipe de Russie.

## Clubs
| Club                 | De        | À         |
| -------------------- | --------- | --------- |
| Uraltransbank        | 1996-1997 | 2001-2002 |
| Aeroflot-Malahit     | 2001-2002 | 2001-2002 |
| Ouralotchka NTMK     | 2002-2003 | 2003-2004 |
| Dynamo (Moscou Rég.) | 2004-2005 | 2005-2006 |
| Dynamo-Yantar        | 2006-2007 | 2008-2009 |
| Universitet Belgorod | 2009-2009 | 2009-2009 |
| Samorodok Khabarovsk | 2009-2010 | 2009-2010 |
| Dinamo Kazan         | 2010-2011 | 2012-2013 |

## Palmarès[1]

### Équipe nationale
- Jeux Olympiques
  -  2004 à Athènes.
- Championnat d'Europe 
  - Vainqueur : 1997.
- Grand Prix mondial
  - Vainqueur : 1997, 2002.
  - Finaliste : 1998, 2003.
- World Grand Champions Cup
  - Vainqueur : 1997.
  - Finaliste : 2001.
- Championnat du monde des moins de 20 ans
  - Vainqueur : 1997, 1999.
- Championnat d'Europe des moins de 20 ans
  - Finaliste : 1996.
- Championnat du monde des moins de 18 ans
  - Finaliste : 1997.
- Championnat d'Europe des moins de 18 ans
  - Vainqueur : 1997.

### Clubs
- Championnat de Russie
  - Vainqueur : 2003, 2004, 2011, 2012, 2013.
  - Finaliste : 1998, 1999, 2002.
- Coupe de Russie
  - Vainqueur : 2010, 2012.
  - Finaliste : 2011.